# George A. Romero
George A. Romero (født 4. februar 1940 i New York City, USA, død 16. juli 2017) var en kultdyrket amerikansk filminstruktør, især kendt for zombiegyseren Night of the Living Dead (1968) og dens mange fortsættelser. 
| Citat                                               | Det specielle ved Romeros zombieunivers [...] er, at zombierne reelt er et billede på os selv | Citat |
| Mimi Olsen i Levende billeder - grundbog i mediefag |                                                                                               |       |

Hans film blev oprindeligt set ned på som triviel spekulation, men anerkendes i dag som nytænkende, satiriske, skoledannende milepæle i amerikansk filmkunst.
| Citat                             | Det var vel heller ikke udpræget fremsynet i 1980 fnysende at beskrive George A. Romeros Dawn of the Dead som "et eksempel på, hvor perverteret underholdning kan blive", og jeg håber inderligt, at jeg med årene er blevet mindre snerpet og puritansk ... | Citat |
| Ebbe Iversen i Filmmagasinet Ekko | |       |

Flere af Romeros film er blevet genindspillet med andre instruktører bag kameraet, fx Dawn of the Dead (2004) og The Crazies (2010), og der er lavet mange uofficielle fortsættelser og parodier, ligesom Romeros univers også har indspireret et stort antal tegneserier, romaner og videospil.

## Filmografi som instruktør
- Night of the Living Dead (1968)
- There's Always Vanilla (1971)
- Hungry Wives (1972)
- The Crazies (1973)
- Martin (1977)
- Dawn of the Dead (1978)
- Knightriders (1981)
- Creepshow (1982)
- Day of the Dead (1985)
- Monkey Shines (1988)
- Due occhi diabolici (1990)
- The Dark Half (1993)
- Bruiser (2000)
- Land of the Dead (2005)
- Diary of the Dead (2007)
- Survival of the Dead (2009)